# Ten Inch Mutant Ninja Turtles: The XXX Parody
Ten Inch Mutant Ninja Turtles: The XXX Parody ist eine Pornofilm-Parodie aus dem Jahr 2016 über Teenage Mutant Ninja Turtles. Die Laufzeit beträgt 31 Minuten. 

## Inhalt
Während die Ten Inch Mutant Ninja Turtles in Kampfhandlungen verstrickt sind, schaut die TV-Moderatorin April O’Neil vorbei. Sie hat im Versteck der Turtles Sex mit dem Fighter Casey Bones. Zum Schluss ejakulieren die Ninja Turtles als besondere Vorstellung für April O’Neil.
- Szene 1. April O’Neil, Chad Alva
- Szene 2. April O’Neil, Ela Darling, Michael Vegas
- Szene 3. Skin Diamond, Anthony Rosano
- Szene 4. Kassondra Raine, Rizzo Ford, Tyler Nixon
- Szene 5. April O’Neil, Michael Vegas

## Produktion und Veröffentlichung
Der Film wurde von Wood Rocket produziert und vermarktet. Regie und das Drehbuch übernahm Lee Roy Myers. Gedreht wurde im Mission Control Studio in Las Vegas.
Erstmals wurde der Film am 5. Mai 2016 veröffentlicht. Weitere enthaltene Porno-Parodien auf der DVD sind Assventure Time, SpongeKnob SquareNuts: The XXX Parody, Strokemon: The XXX Parody und Fap to the Future: The XXX Parody.

## Nominierungen
- AVN Awards, 2017
  - Nominee: Best Art Direction
  - Nominee: Best Non-Sex Performance, Seth’s Beard
  - Nominee: Most Outrageous Sex Scene, Kassondra Raine, Rizzo Ford, Tyler Nixon
  - Nominee: Best Screenplay: Parody
  - Nominee: Best Parody
  - Nominee: Best Soundtrack
  - Nominee: Best Makeup
  - Nominee: Best Director: Parody, Lee Roy Meyers
  - Nominee: Best Special Effects
  - Nominee: Best Supporting Actress, April O’Neil

- XBiz Awards, 2017
  - Nominee: Best Non-Sex Performance, Vuko
  - Nominee: Best Scene – Parody Release, April O’Neil, Ela Darling, Michael Vegas
  - Nominee: Marketing Campaign of the Year

- XRCO Awards, 2017
  - Nominee: Best Parody